# San Agustín (Teruel)
San Agustín is een gemeente in de Spaanse provincie Teruel in de regio Aragón met een oppervlakte van 56,57 km². San Agustín telt 132 inwoners (1 januari 2016).

## Demografische ontwikkeling
Bron: INE, 1857-2011: volkstellingen